# Jonas Baumann (sciatore)
Jonas Baumann (27 marzo 1990) è un ex fondista svizzero.

## Biografia
Attivo in gare FIS dal dicembre del 2006, Baumann ha esordito in Coppa del Mondo il 12 dicembre 2009 a Davos (73º), ai Giochi olimpici invernali a Soči 2014, dove si è piazzato 24º nella 15 km, 28º nello skiathlon e 7º nella staffetta, e ai Campionati mondiali a Falun 2015, classificandosi 36º nella 15 km, 18º nella 50 km, 30º nello skiathlon e 5º nella staffetta.
Ai successivi Mondiali di Lahti 2017 è stato 17º nella 15 km, 13º nello skiathlon e 4º nella staffetta e ai XXIII Giochi olimpici invernali di Pyeongchang 2018 si è piazzato 39º nello skiathlon e 11º nella staffetta. Ai Mondiali di Seefeld in Tirol 2019 è stato 14º nella 15 km, 26º nello skiathlon e 8º nella staffetta, mentre a quelli di Oberstdorf 2021 si è classificato 22º nella 50 km e 20º nello skiathlon.
Ha rappresentato la Svizzera ai Giochi olimpici invernali di Pechino 2022, dove si è classificato 16º nella 15 km, 15º nello skiathlon, 8º nella sprint a squadre e 7º nella staffetta; ai Mondiali di Planica 2023 si è piazzato 27º nella 50 km, 18º nello skiathlon e 8º nella staffetta. Il 24 gennaio 2025 ha conquistato il primo podio in Coppa del Mondo, nella staffetta mista disputata in Engadina (3º), e ai successivi Mondiali di Trondheim 2025 ha vinto la medaglia d'argento nella staffetta, è stato 20º nello skiathlon e non ha completato la 50 km.

## Palmarès

### Mondiali
- 1 medaglia:
  - 1 argento (staffetta a Trondheim 2025)

### Coppa del Mondo
- Miglior piazzamento in classifica generale: 39º nel 2020
- 1 podio (a squadre)
  - 1 terzo posto